# William Robert Broughton
William Robert Broughton (Gloucester, 1762 – Firenze, 1821) è stato un esploratore britannico.
Ufficiale di George Vancouver, scoprì le Isole Chatham e l'isola di Broughton (1791).
Alla sua morte fu sepolto nell'antico cimitero degli inglesi di Livorno.